# Lethocerus
Lethocerus là một chi côn trùng trong họ Belostomatidae, sinh sống ở vùng nhiệt đới, cận nhiệt đới, ôn đới khắp thế giới. Sự đa dạng về số loài tập trung ở châu Mỹ, với chỉ một loài ở châu Âu, hai ở châu Phi, hai ở châu Úc, ba ở châu Á. Các loài trong chi này thuộc hàng lớn nhất bộ Cánh nửa, đạt chiều dài đến tận 12 xentimét (4,7 in). L. grandis và L. maximus ở Nam Mỹ là hai loài thường vượt chiều dài 9 cm (3,5 in), còn chiều dài thường thấy ở các loài còn lại là 4,5 đến 9 cm (1,8 đến 3,5 in). Đại diện của chi này ở Việt Nam là cà cuống (L. indicus).

## Môi trường sống

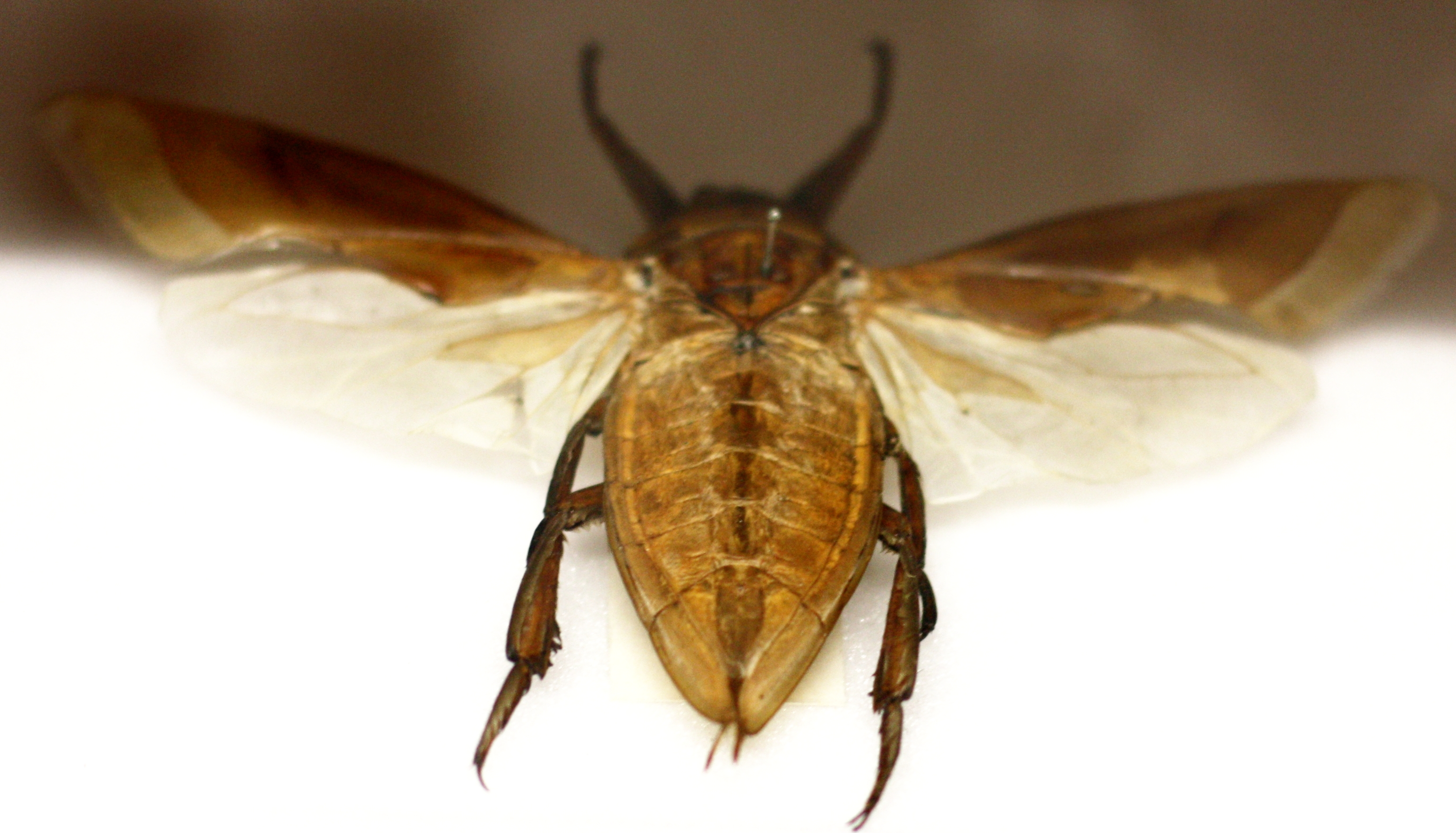
Mẫu vật Lethocerus indicus trưng bày, cánh mở rộng

Khác với họ hàng cùng phân họ Belostomatinae, con cái Lethocerus sp. không đẻ trứng lên lưng con đực.
Thay vì vậy, sau nhiều lần giao phối, con cái đẻ trứng lên thực vật (có lúc trên vật thể nhân tạo), ở nơi đủ cao để trứng không luôn ngập nước. Con đực trông chừng kẻ săn mồi và giữ trứng ẩm ướt.
Giống các loài cùng họ, Lethocerus sp. là động vật săn mồi, đâm con mồi bằng vòi chích để tiêm nước dãi có độc. Vòi chích còn là công cụ tự vệ; cơn đau ở người bị chích thường qua đi sau vài giờ.

## Loài
Tính đến  năm 2006, đây là danh sách các loài Lethocerus đã biết:
- Lethocerus americanus
- Lethocerus angustipe
- Lethocerus annulipes
- Lethocerus bruchi
- Lethocerus camposi
- Lethocerus collosicus
- Lethocerus cordofanus
- Lethocerus delpontei
- Lethocerus dilatus
- Lethocerus distinctifemur
- Lethocerus grandis
- Lethocerus indicus
- Lethocerus insulanus
- Lethocerus jimenezasuai
- Lethocerus maximus
- Lethocerus mazzai
- Lethocerus medius
- Lethocerus melloleitaoi
- Lethocerus oculatus
- Lethocerus patruelis
- Lethocerus truxali
- Lethocerus uhleri

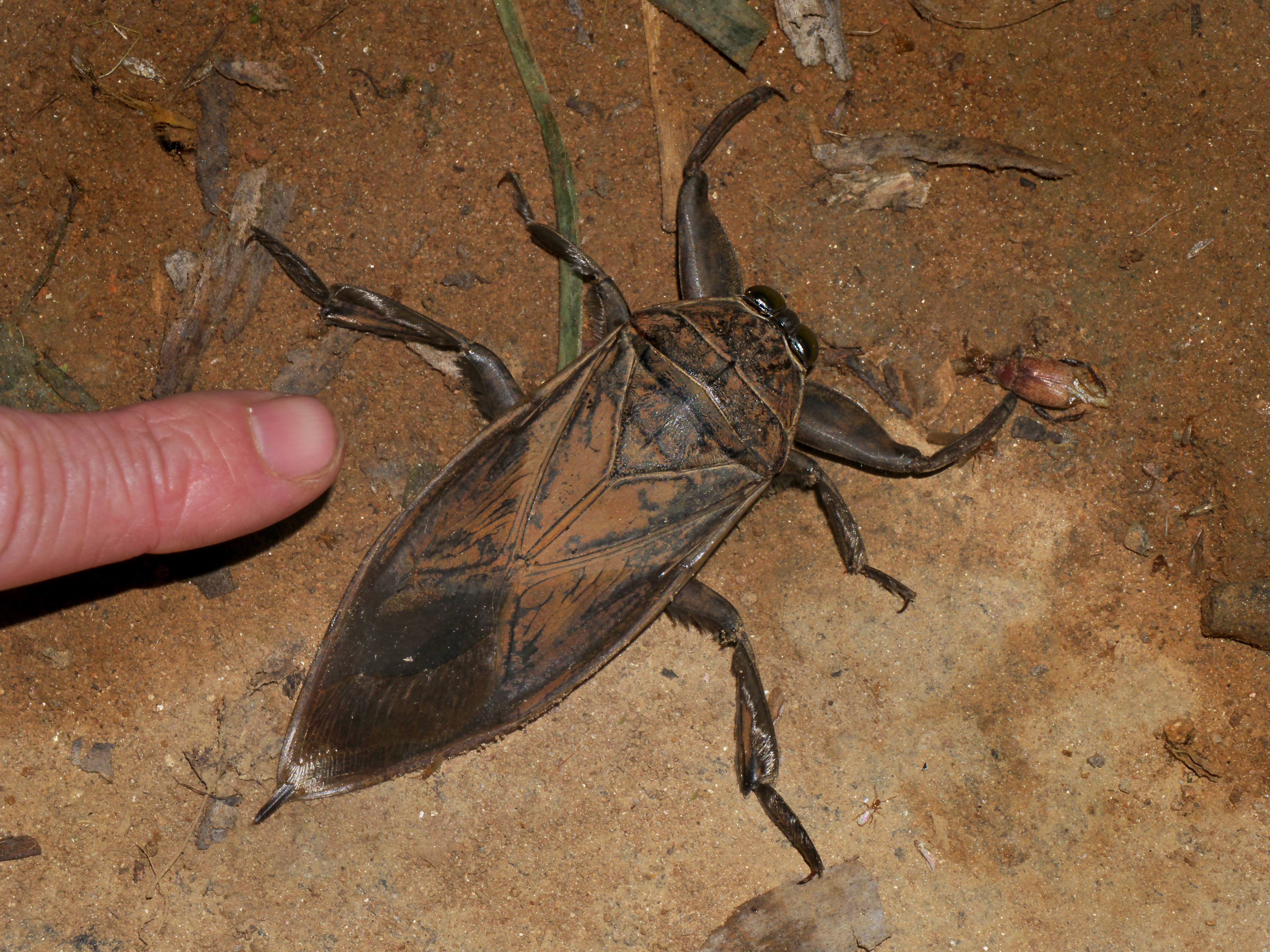
Có hai loài Lethocerus ở châu Phi, L. oculatus ở Madagascar (hình) và L. cordofanus ở châu Phi lục địa

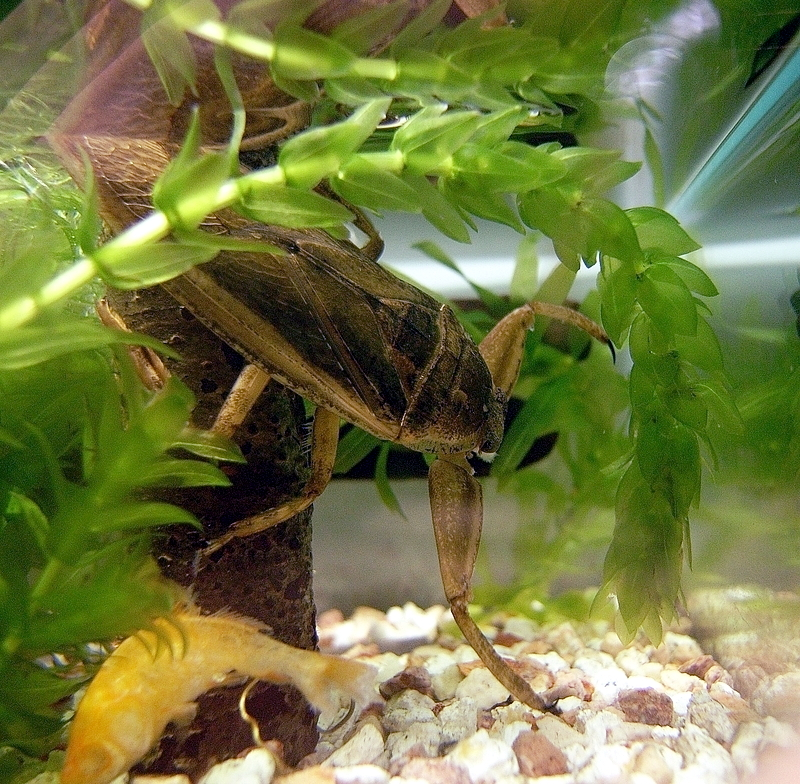
L. deyrollei giờ thường được đạt vào chi riêng là Kirkaldyia

Hoá thạch cổ nhất của chi này được khai quật ở Bembridge Marls, Đảo Wight, Vương quốc Liên hiệp Anh và Bắc Ireland.
Lethocerus deyrollei, một loài khá nổi tiếng, trước nằm trong chi này, song đến 2006 thì được chuyển sang Kirkaldyia.